# Вест-Фоллс (Пенсільванія)
Вест-Фоллс (англ. West Falls) — переписна місцевість (CDP) в США, в окрузі Вайомінг штату Пенсільванія. Населення — 337 осіб (2020).

## Географія
Вест-Фоллс розташований за координатами 41°27′4″ пн. ш. 75°51′51″ зх. д. / 41.45111° пн. ш. 75.86417° зх. д. (41.451052, -75.864117).  За даними Бюро перепису населення США в 2010 році переписна місцевість мала площу 3,18 км², з яких 2,78 км² — суходіл та 0,39 км² — водойми.

## Демографія
Згідно з переписом 2010 року, у переписній місцевості мешкали 382 особи в 179 домогосподарствах у складі 106 родин. Густота населення становила 120 осіб/км².  Було 246 помешкань (77/км²).
Расовий склад населення:
| - 98,7 % — білих - 0,8 % — чорних або афроамериканців |

До двох чи більше рас належало 0,5 %. Частка іспаномовних становила 2,6 % від усіх жителів.
За віковим діапазоном населення розподілялося таким чином: 14,9 % — особи молодші 18 років, 61,5 % — особи у віці 18—64 років, 23,6 % — особи у віці 65 років та старші. Медіана віку мешканця становила 52,7 року. На 100 осіб жіночої статі у переписній місцевості припадало 105,4 чоловіків;  на 100 жінок у віці від 18 років та старших — 109,7 чоловіків також старших 18 років.
Середній дохід на одне домашнє господарство  становив 77 182 долари США (медіана — 61 635), а середній дохід на одну сім'ю — 71 455 доларів (медіана — 66 250). За межею бідності перебувало 3,5 % осіб, у тому числі 0,0 % дітей у віці до 18 років та 5,2 % осіб у віці 65 років та старших.
Цивільне працевлаштоване населення становило 204 особи. Основні галузі зайнятості: освіта, охорона здоров'я та соціальна допомога — 28,4 %, будівництво — 16,7 %, роздрібна торгівля — 11,8 %, виробництво — 10,3 %.